# Neomestocharella keralensis
Neomestocharella keralensis är en stekelart som beskrevs av T.C. Narendran och Fousi 2002. Neomestocharella keralensis ingår i släktet Neomestocharella och familjen finglanssteklar. Inga underarter finns listade i Catalogue of Life.